# Georai
Georai ist eine Stadt im indischen Bundesstaat Maharashtra.
Die Stadt ist Teil des Distrikts Beed. Georai hat den Status eines Municipal Council. Die Stadt ist in 18 Wards gegliedert. Sie hatte am Stichtag der Volkszählung 2011 insgesamt 33.562 Einwohner, von denen 17.263 Männer und 16.299 Frauen waren. Hindus bilden mit einem Anteil von ca. 65 % die größte Gruppe der Bevölkerung in der Stadt gefolgt von Muslimen mit ca. 30 % und Buddhisten mit ca. 3 %. Die Alphabetisierungsrate lag 2011 bei 83,25 %.